# Молочный лиман (заказник)
Молочный лиман — часть Приазовского национального природного парка (с 2010 года), гидрологический заказник общегосударственного значения (1974—2010 года), расположенный на территории Мелитопольского района Запорожской области, Украина. Заказник создан 20 октября 1974 года. Площадь — 19 000 га. Управляющая организация заказника — Министерство экологии и природных ресурсов Украины, ранее рыбоколхоз «Сыны моря».
Водно-болотные угодья международного значения «Молочный лиман», согласно Рамсарской конвенции с особым охранным режимом.

## История
Заказник общегосударственного значения был создан Постановлением Совета министров УССР 20 октября 1974 года № 500. Заказник вошёл в состав (заповедной, регулируемой рекреации и хозяйственной зон) Приазовского национального природного парка, созданного 10 февраля 2010 года Указом Президента Украины № 154/2010.

## Описание
Заказник создан с целью охраны, сохранения, возобновления и рационального использования природных комплексов северо-западного побережья Азовского моря.
Занимает акваторию лимана Азовского моря Молочный и прилегающую береговой линию (шириной 20 м) — на территории Приазовского и Акимовского районов за границами населённых пунктов, что южнее города Мелитополь. Южнее примыкает заказник «Степановская коса» (в границах Приазовского НПП), восточнее — заказники «Степной склон Молочного лимана» (в границах Приазовского НПП), западнее — заказники «Тащенакский под» (заповедная зона Приазовского НПП), «Правый берег Молочного лимана» (в границах Приазовского НПП) и «Алтагирский заказник».

## Природа
Ландшафт представлен водно-болотными угодьями и степной растительностью. Лиман является местом гнездования и миграции множества птиц.